# Libnotes (Afrolimonia) uniflava
Libnotes (Afrolimonia) uniflava is een tweevleugelige uit de familie steltmuggen (Limoniidae). De soort komt voor in het Afrotropisch gebied.